# Izmitbukten
Izmitbukten (turkiska: İzmit Körfezi),är en vik vid den östligaste kanten av Marmarasjön i Kocaeli-provinsen i Turkiet. Viken har fått sitt namn från staden Izmit. Andra städer och orter runt bukten är Gebze, Körfez, Gölcük och Altınova.
I öst-västlig riktning sträcker den sig över en längd av cirka 48 kilometer, medan bredden i nord-sydlig riktning varierar från 2 till 3 kilometer på de smalaste platserna till cirka 10 kilometer som bredast. Osman Gazi-bron är en hängbro som överbryggar viken.
Den nordanatoliska förkastningszonen, den mest framträdande aktiva förkastningen i Turkiet och källan till ett flertal stora jordbävningar genom historien, passerar genom Izmitbukten.